# Marvin Schmid
Marvin Schmid (* 9. Januar 1999 in Memmingen) ist ein deutscher Eishockeyspieler, der seit Juli 2025 bei den Ravensburg Towerstars aus der DEL2 unter Vertrag steht und dort auf der Position des Stürmers spielt. Zuvor war Schmid bereits für die Eisbären Regensburg in derselben Liga aktiv.

## Karriere
Marvin Schmid begann mit dem Eishockeysport im Nachwuchs des EV Füssen und spielte unter anderem für deren U16-Mannschaft in der Schüler-Bundesliga. Zudem erhielt er einige Einsätze in der Jugend-Bundesliga bzw. der Deutschen Nachwuchsliga 2 (DNL). Für die deutsche U16-Nationalmannschaft wurde er in der Saison 2014/15 nominiert. In die Männermannschaft des EV Füssen spielte er ab 2015 einzelne Partien in der Bezirksliga Bayern und Eishockey-Bayernliga sowie parallel für die DNL-II-Mannschaft des Klubs.
Zur Saison 2018/19 wechselte er zum ESV Kaufbeuren in die DEL2 und wurde per Förderlizenz meist beim ECDC Memmingen in der Oberliga eingesetzt. Ab der Saison 2019/20 spielte Schmid für zwei Jahre fest beim ECDC Memmingen in der Oberliga Süd. Im Juli 2021 entschied er sich für einen Wechsel zu den Eisbären Regensburg, mit denen er im Frühjahr 2022 den Aufstieg in die DEL2 erreichte. Zwei Jahre später sicherte sich der Stürmer mit dem Team den Meistertitel der DEL2. Nach insgesamt vier Jahren in Regensburg wechselte Schmid im Sommer 2025 um Ligakonkurrenten Ravensburg Towerstars.

## Erfolge und Auszeichnungen
- 2016 Meister der Bezirksliga Bayern und Aufstieg in die Landesliga Bayern mit dem EV Füssen
- 2022 Oberliga-Meister und Aufstieg in die DEL2 mit den Eisbären Regensburg
- 2024 DEL2-Meister mit den Eisbären Regensburg

## Karrierestatistik
Stand: Ende der Saison 2024/25
(Legende zur Spielerstatistik: Sp oder GP = absolvierte Spiele; T oder G = erzielte Tore; V oder A = erzielte Assists; Pkt oder Pts = erzielte Scorerpunkte; SM oder PIM = erhaltene Strafminuten; +/− = Plus/Minus-Bilanz; PP = erzielte Überzahltore; SH = erzielte Unterzahltore; GW = erzielte Siegtore; 1 Play-downs/Relegation; Kursiv: Statistik nicht vollständig)